# Georg Mardersteig
Georg Mardersteig (* 27. Mai 1864 in Weimar; † 22. November 1943 in Weimar) war ein deutscher Justizrat, Rechtsanwalt und Notar und gilt als einer der Begründer der modernen deutschen Jagdgesetzgebung (1932).
Georg Mardersteig war ein Sohn des Malers Friedrich Mardersteig.
Das von Mardersteig und Ulrich Scherping wesentlich geprägte Reichsjagdgesetz wurde von Reichsjägermeister Hermann Göring 1934 in Kraft gesetzt und stimmt in seinen jagdlichen Teilen weiterhin mit dem bundesrepublikanischen Bundesjagdgesetz überein. Das Gesetz galt seinerzeit weltweit als fortschrittlich; erstmals wurde damals die Hege des Wildes und seiner Umwelt zur ersten Jägerpflicht.
Mardersteig war selbst ein leidenschaftlicher Jäger und begeisterter Plastiker und befreundet mit dem Bildhauer Adolf Brütt. Bestattet wurde er auf der Erb-Begräbnisstätte Mardersteig auf dem Hauptfriedhof Weimar (unter dem von ihm modellierten Reliefporträt seines Vaters Friedrich).
Sein älterer Bruder August Mardersteig (1853–1939) war Gründungsmitglied des Deutschen Künstlerbundes in Weimar und dessen Rechtsberater.
Mardersteig war auch ein Luftfahrt-Enthusiast. Er setzte sich dafür ein, für Weimar die Möglichkeit einer Beteiligung am einzurichtenden zivilen Flugverkehr zu schaffen. Er war Mitbegründer und geistiger Vater des Vereins für Luftverkehr e. V. (VfL). Um Weimar als Standort für den zivilen Luftverkehr zu sichern, erwarb er Aktien der zu gründenden DELAG. Vom Direktor der Luftschiffbau-Zeppelin-GmbH, Colsmann, erhielt er die Zusicherung, Weimar als Haltestelle zu berücksichtigen. Um die entsprechende Infrastruktur in Weimar für den Zuschlag der DELAG zu schaffen, warb er um finanzielle Mittel beim Großherzog Wilhelm Ernst und richtete mit dem Verein für Luftverkehr im Sommer des Jahres 1910 den vorerst provisorischen Luftschifflandeplatz, den späteren Flugplatz Weimar-Lindenberg ein. Im Februar 1911 wurde von Madersteig mit dem Verein die 1. Weimarer Flugwoche organisiert, in der ein Fernflug Gotha-Erfurt-Weimar für den Flugplatz am Standort Weimar warb. Am 8. Juni 1911 wurde durch den VfL unter Leitung von Madersteig in Weimar die Mitteldeutsche Fliegerschule gegründet. Madersteig wurde Reserveoffizier der Verkehrstruppen. Am 7. März 1912 gründete er den Deutschen Flugverband mit Sitz in Weimar. Mardersteig versuchte die Stadt Weimar zu überzeugen, die Einrichtung einer Militärfliegerschule, später einer Flugmaschinenfabrik anzustreben. Am 6. Februar wurde auch aufgrund Mardersteig langjährigen Bemühungen die erste zivile Fluglinie Deutschlands anlässlich der Weimarer Nationalversammlung zwischen Weimar und Berlin durch die Deutsche Luft-Reederei, ein Vorläufer der Lufthansa, in Betrieb genommen. Am 17. Februar 1926 war Mardersteig Gründungsmitglied der Luftverkehr Thüringen AG. Auf der Einweihungsfeier der Ingenieurschule Weimar wurde am 28. Juni 1931 ein Schulflugzeug,  eine Junckers-Maschine, auf dem Flugplatz Weimar-Lindenberg auf den Namen Georg Mardersteig getauft.

## Veröffentlichungen
- Das Jagdrecht des Großherzogtums Sachsen. Handbuch der auf die Jagd bezüglichen reichs- und landesgesetzlichen Bestimmungen für das Großherzogtum. Weimar 1908 (Digitalisat).
- Die Thüringer Jagdordnung vom 27. April 1926 nebst Anhang. Handbuch der jagdgesetzlichen Bestimmungen für das Land Thüringen. Zum praktischen Gebrauch nach amtlichen Grundlagen zusammengestellt und erläutert. Weimar 1926.
- Das Reichsjagdgesetz vom 3. Juli 1934: nebst den bis zum 1. April 1935 einschließlich erlassenen einschlägigen Ausführungsvorschriften des Reiches und des Landes Thüringen. Handbuch der jagdgesetzlichen Bestimmungen für das Land und den Jagdgau Thüringen, zusammengestellt und erläutert. Weimar 1935.